# ウォーリー・ハモンド
ウォーリー・レジナルド・ハモンド（英: Walter Reginald "Wally" Hammond 、1903年6月19日 - 1965年7月1日）は、イングランド出身のクリケット選手。ポジションはバッツマン。